# Mycalesis karnyi
Mycalesis karnyi är en fjärilsart som beskrevs av Corbet 1942. Mycalesis karnyi ingår i släktet Mycalesis och familjen praktfjärilar. Inga underarter finns listade i Catalogue of Life.